# Rivière du Chemin des Canots
Pour les articles homonymes, voir Canot (homonymie).
La rivière du Chemin des Canots est un affluent de la rivière Malbaie, coulant dans le territoire non organisé de Lac-Pikauba, dans la municipalité régionale de comté (MRC) de Charlevoix, dans la région administrative de la Capitale-Nationale, dans la province de Québec, au Canada. La rivière du chemin des Canots traverse la partie est de la réserve faunique des Laurentides ; elle se déverse dans un coude de rivière sur la rive sud-ouest de la rivière Malbaie face à la zec des Martres.
Les parties inférieures et intermédiaires de la vallée de la rivière du Chemin des Canots sont desservies principalement par la route forestière R0360 et quelques autres routes forestières secondaires, pour les besoins la foresterie et des activités récréotouristiques.

## Géographie
La partie intermédiaire de la rivière du Chemin des Canots comporte une série de neuf lacs alignés du nord au sud sur 8,4 km entre le lac Duquette et le lac Robitaille. Le canotage peut être pratiqué sur cette rivière sur une dizaine de kilomètres ; néanmoins, ce segment de rivière comporte un seul portage pour contourner les rapides entre le lac Layrac et le lac des Canots. Un parcours en canot ou par voie aérienne permet d’admirer les cimes de montagnes environnantes nommées selon les principaux sommets de l’Organisation internationale de la francophonie :
- côté est de la rivière : sommet de Moncton (1 015 m), de Hanoï (1 015 m), de Dakar (1 017 m), de Cotonou (961 m), de Paris (972 m), de Québec (968 m) ;
- côté ouest de la rivière : sommet de Maurice (899 m) et de Chaillot (1 017 m).

Les principaux bassins versants voisins de la rivière du chemin des Canots sont :
- côté nord : ruisseau des Vaches, rivière Malbaie, ruisseau Froid, rivière Barley, lac Ménard, rivière à la Cruche ;
- côté est : rivière Malbaie, rivière Barley, Petite rivière Malbaie ;
- côté sud : lac Boisvert, lac des Enfers, rivière de l'Enfer, rivière Malbaie ;
- côté ouest : lac des Vents, lac Raymond, lac Hallebarde, rivière à Mars[3].

La rivière du chemin des Canots prend sa source à l’embouchure d’un ruisseau de montagne (altitude : 925 m), à :
- 1,4 km au nord-est du lac Stymphale ;
- 3,1 km au nord-est d’une courbe du cours de la rivière à Mars ;
- 7,5 km à l’ouest du cours de la rivière Malbaie ;
- 8,1 km au sud-est du lac Cinto ;
- 10,9 km au nord-ouest de la confluence de la rivière du chemin des Canots et de la rivière Malbaie[3].

À partir de sa source (lac Pimpant), la rivière du Chemin des Canots descend sur 20,8 km entièrement en zones forestières et montagneuses, avec une dénivellation de 285 m selon les segments suivants :
- 2,9 km vers le nord-est en dévalant la montagne, puis le sud-est, jusqu’à un coude de rivière correspondant à un ruisseau (venant du nord) ;
- 3,4 km vers le sud-est dans une vallée encaissée, en passant entre deux montagnes dont le sommet atteint 1 025 m du côté est (soit le « Sommet de Moncton ») et 1 065 m du côté ouest, ainsi qu’en traversant le lac Duquette (longueur : 0,5 km ; altitude : 748 m) jusqu’à son embouchure ;
- 4,0 km vers le sud notamment en traversant successivement deux lacs : lac Bernard (longueur : 1,5 km ; altitude : 748 m) sur 1,1 km et lac Assigny (longueur : 1,4 km ; altitude : 742 m) sur sa pleine longueur, jusqu’à l’embouchure de ce dernier. Note : le lac Bernard reçoit du côté ouest les eaux d’un ensemble de lacs dont le lac Gautreau ;
- 1,9 km vers le sud en recueillant la décharge (venant de l’est) du lac du Creux et du lac de la Panetière, en coupant la route forestière R0360, en traversant le lac Layrac (longueur : 0,6 km ; altitude : 741 m) sur sa pleine longueur et en traversant le lac des Canots (longueur : 0,4 km ; altitude : 735 m), jusqu’à son embouchure. Note : le lac des Canots reçoit la décharge (venant de l’est) d’un ensemble de lacs (Liette, des Fagots, des Tétras, des Oréades, Raymond, des Vents et Hallebarde) ;
- 8,6 km vers le nord-est en traversant le lac Robitaille (altitude : 733 m), en recueillant la décharge (venant du sud) du lac Bondy et la décharge (venant du sud) du lac de la Jeune Loutre, jusqu’à son embouchure[3].

La rivière du Chemin des Canots se déverse sur la rive ouest de la rivière Malbaie en aval d’une courbe de rivière et d’une zone de rapides. Cette confluence est située à :
- 4,2 km à l’est du lac Assigny lequel fait partie de la chaine de lac alimentant la rivière du chemin des Canots ;
- 5,1 km au nord-ouest de la confluence de la Petite rivière Malbaie et de la rivière Malbaie ;
- 6,1 km à l’ouest du cours de la Petite rivière Malbaie ;
- 13,0 km au sud-ouest du lac des Martres ;
- 50,2 km au sud-ouest de la confluence de la rivière Malbaie et du fleuve Saint-Laurent[3].

À partir de la confluence de la rivière du Chemin des Canots, le courant descend le cours de la rivière Malbaie sur 117,1 km vers le nord-est, le sud, puis le sud-est, lequel se déverse sur la rive nord-ouest du fleuve Saint-Laurent.
La surface de la rivière du Chemin des Canots est habituellement gelée du début de décembre à la fin mars, toutefois la circulation sécuritaire sur la glace se fait généralement de la mi-décembre à la mi-mars.[réf. nécessaire]

## Toponymie
Depuis longtemps, ce chemin fluvial est connu des coureurs de bois et des voyageurs qui circulaient en canot dans la région, transitant de l'arrière-pays de Charlevoix vers le Saguenay, via la rivière à Mars située à l’ouest et dont le courant remonte vers le nord. Le canotage est surtout pratiqué pour admirer la beauté du paysage de montagnes qui bordent la rivière.[non neutre]
L'arpenteur Jean Maltais (1856-1912) signale la rivière aux Canots dans son rapport de 1886. À cette époque, il mentionnait la rivière et les lacs du Chemin des Canots mais aussi la rivière du Chemin de Canot. Des cartes de 1896 et 1902 attestent l'usage des deux spécifiques. Les cartes réalisé à partir de  partir de 1927 semblent favoriser la forme Chemin des Canots. Chacun des lacs situés sur le cours de cette rivière porte un nom distinct, datant des années 1940 ou 1950. Cette désignation toponymie fut approuvée le 3 avril 1959 par la Commission de géographie du Québec.
Le toponyme rivière du Chemin des Canots a été officialisé le 5 décembre 1968 par le gouvernement du Québec.

## Économie
La foresterie constitue la principale activité économique du secteur ; les activités récréotouristiques, en second.[réf. nécessaire]